# اولبراموو
اولبراموو (به چکی: Olbramov) یک منطقهٔ مسکونی در جمهوری چک است که در ناحیه تاخوو واقع شده‌است. اولبراموو ۱۴٫۹۳ کیلومتر مربع مساحت و ۶۹ نفر جمعیت دارد و ۵۶۶ متر بالاتر از سطح دریا واقع شده‌است.